# Брайтенбрунн (Верхній Пфальц)
Брайтенбрунн (нім. Breitenbrunn) — громада в Німеччині, розташована в землі Баварія. Підпорядковується адміністративному округу Верхній Пфальц. Входить до складу району Ноймаркт.
Площа — 70,79 км2. Населення становить 3504 ос. (станом на 31 грудня 2020).